# Ellen Ammelin
Ellen Hildur Ammelin, född 21 april 1862 i Varbergs församling, Hallands län, död 19 februari 1946 i Uddevalla församling, Göteborgs och Bohus län, var en svensk rösträttsaktivist och politiker.
Ellen Ammelin föddes i Varberg och började 1882 arbeta som lärare i Uddevalla. 
Hon var medlem i det moderata kvinnoförbundet. Hon var startade skollovskolonierna 1903 för att fattiga barn skulle kunna resa bort på loven. Hon skrev och sålde dikter till dess förmån. 
Hon var verksam i kampanjen för införandet av kvinnlig rösträtt i Sverige och medlem i Föreningen för kvinnans politiska rösträtt i Uddevalla. 
Hon satt i Uddevalla stadsfullmäktige 1919-1920, och var då en av endast tre kvinnor där, tillsammans med Augusta Matilda Johansson och 
Elida Diurson. 